# Neutral design (албум)
Neutral design (срп. Неутрални дизајн) је студијски албум српске рок музичарке и иконе новог таласа Слађане Милошевић, издат 1983. године за Југотон. Име албума је уједно и назив групе немачких музичара, бенда који су радили са Слађаном на албуму. Албум је био веома успешан у Немачкој и Шведској. Чланови пратећег бенда су Брус Вербер - гитара, Пит Зеперник - бас, Атила Тери - бубањ, Алекс Грунвалд и Флоријан Анвандер - синтисајзер. Албум спада у синтпоп, глам рок и нови талас, и на њему се налазе хитови Светла Каира и Мики, Мики за који су снимљени музички спотови. Снимљен је у студију Вестенд у Минхену, док је миксован у студију Акваријус у Београду.

## Списак песама
| №  | Назив                             | Текст             | Музика            | Трајање |  |
| 1. | Дас лихт вон Каиро (Светла Каира) | Момчило Бајагић   | Петер Лабонти     | 4:27    |  |
| 2. | Њујорк                            | Данко Ђурић       | Брус Вербер       | 3:14    |  |
| 3. | Хеј литл бој                      | Слађана Милошевић | Слађана Милошевић | 4:01    |  |
| 4. | Кловн и смрт                      | Момчило Бајагић   | Брус Вербер       | 3:57    |  |
| 5. | Мики, Мики                        | Слађана Милошевић | Слађана Милошевић | 3:40    |  |
| 6. | Неко је ту (са мном у соби)       | Момчило Бајагић   | Брус Вербер       | 3:57    |  |
| 7. | Над тобом анђели имају моћ        | Слађана Милошевић | Слађана Милошевић | 4:17    |  |
| 8. | Ја сам нека чудна врста           | Мирјана Тадић     | Слађана Милошевић | 3:57    |  |